# Atrakcjonizm
Atrakcjonizm (lookizm, ang. lookism) – dyskryminacja ze względu na wygląd zewnętrzny.

## Terminologia
Termin „atrakcjonizm” jest odpowiednikiem angielskiego słowa „lookism”, użytego przez dr Nancy Etcoff z Harvard Medical School, na określenie faworyzowania osób atrakcyjnych fizycznie i zarazem dyskryminacji nieatrakcyjnych. Został spopularyzowany dzięki publikacji Nancy Etcoff Survival of the Prettiest: The Science of Beauty wydanej w 2000 roku. W tym samym roku ukazał się polski przekład książki pod tytułem Przetrwają najpiękniejsi.
Określenie „lookism” w publikacjach psychologicznych było używane od 1978 roku.
Terminu „lookizm” niekiedy stosuje również w celu opisania społecznej obsesji na punkcie wyglądu, charakterystycznej dla mieszkańców niektórych krajów rozwiniętych oraz przywiązywania nieracjonalnie dużej uwagi do kwestii atrakcyjności.

## Badania
Zjawisko stanowiło przedmiot badań i analiz od wielu dekad.
W 1972 roku na łamach czasopisma „Journal of Personality and Social Psychology” opublikowano raport z badań prof. Karen Dion, dotyczący oceny osób na podstawie ich wyglądu. Raport dowodził, że ludziom atrakcyjnym fizycznie przypisuje się więcej zalet, takich jak inteligencja czy wysokie umiejętności społeczne. Osoby biorące udział w eksperymencie wyciągały wnioski bez merytorycznych przesłanek, jedynie na podstawie oglądanych zdjęć.
Ekonomiści Daniel Hamermesh i Jeff Biddle w 1994 roku opublikowali pracę Beauty and the Labor Market, w której wykazali bezpośredni związek między wyglądem zewnętrznym a zarobkami. Wedle ich badań: najwyższe dochody osiągają ludzie atrakcyjni fizycznie. Nieatrakcyjni pracownicy zarabiali średnio o 5 do 10% mniej, niezależnie od posiadanych kwalifikacji.
Ich badania zostały powtórzone przez Jamesa Andreoniego i Ragana Petrie z Uniwersytetu w Kalifornii i opublikowane w 2007 roku na łamach czasopisma „Journal of Economic Psychology”. W tym przypadku różnica wynagrodzeń osób atrakcyjnych fizycznie i nieatrakcyjnych wynosiła 12%, na korzyść tych pierwszych.
W 1997 roku A. DeSantis i W. Kayson opublikowali raport z badania sędziów i członków rady przysięgłych pod kątem wymierzania wyroków w zależności od atrakcyjności fizycznej oskarżonego. Wynikało z niego, że osoby atrakcyjne są skazywane rzadziej i otrzymują niższe kary, niż osoby nieatrakcyjne, które popełniły to samo przestępstwo w analogicznych okolicznościach.
W 2002 roku V. Ottani i M. Deiger opublikowali raport badawczy, z którego wynika, że atrakcyjni fizycznie kandydaci mają większą szansę wygrania wyborów, niezależnie od ich kompetencji.

## Atrakcjonizm a rynek pracy
Zjawisko atrakcjonizmu jest szczególnie widoczne w badaniach poświęconych zasadom rządzącym rynkiem pracy. Pracodawcy chętniej zatrudniają osoby atrakcyjne fizycznie, nawet jeśli grozi im pozew o dyskryminację oraz chętniej je awansują, nawet jeśli nie ma ku temu merytorycznych przesłanek.
W 2016 roku pracownicy naukowi Sheffield Hallam University przeprowadzili badania dotyczące oceny CV przez rekruterów. Wysłano im fikcyjne życiorysy kandydatów do pracy, opatrzone (lub nie) fotografią. Rekruterzy najwyżej ocenili CV osób atrakcyjnych fizycznie, niezależnie od ich faktycznych kompetencji. Na dyskryminację w pracy narażone są zwłaszcza osoby z nadwagą, których wygląd może zostać uznany za „źle wpływający” na wizerunek firmy i tym samym spowodować pominięcie ich przy awansie lub odseparowanie od kontrahentów.